# Warrgamay
Warrgamay är ett australiskt språk som tillhör de pama-nyunganska språken. Warrgamay talas i Queensland och 1981 endast av 3 personer. 